# 6657 Оцукьо
6657 Оцукьо (6657 Otukyo) — астероїд головного поясу, відкритий 17 листопада 1992 року.
Тіссеранів параметр щодо Юпітера — 3,564.
Названо на честь Оцукьо (яп. おおつきょう(大津京) о:цукьо:)